# مبین و مبین
مبیَّن یا تبیین‌خواه (به انگلیسی  explanandum و دارای ماخذ لاتین است)، جمله‌ای است که توصیف‌کننده پدیده‌ای است که قرار است  تبین شود ، و مبیِّن یا تبیین‌گر (به انگلیسی explanans) جمله‌ای است که به عنوان تبین آن پدیده آورده می‌شود. به عنوان مثال، یک نفر ممکن است با پرسیدن "چرا دود وجود دارد؟" یک  مبیَّن را مطرح کند، و دیگری ممکن است با این پاسخ که "چون آتش وجود دارد" یک مبیِّن ارائه دهد. در این مثال، "دود" مبیَّن، و "آتش" مبیِّن است. 

## اصطلاحات مرتبط
- مبیَّن – آنچه توضیح داده می شود
- مبیِّن – آنچه توضیح می دهد.